# Hyperschallwaffe

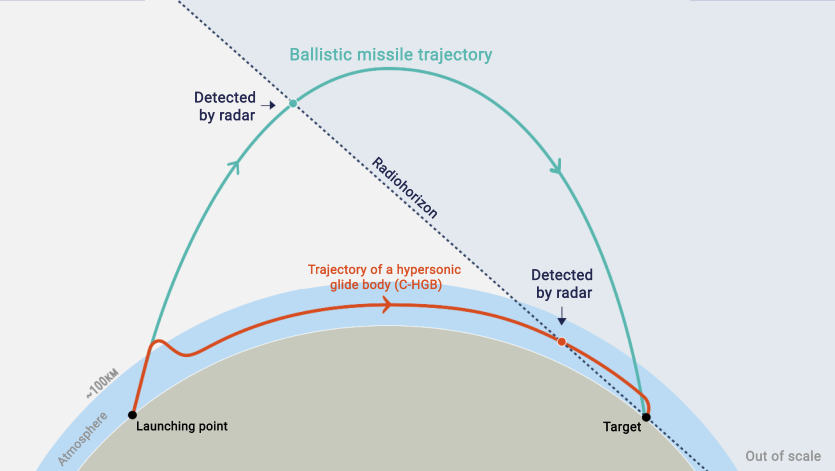
Vergleich der Flugbahn einer Hyperschallwaffe (dargestellt in orange) mit dem einer ballistischen Rakete (dargestellt in türkis)

Eine Hyperschallwaffe ist ein über längere Zeit hyperschallschneller (also schneller als Mach 5), manövrierbarer Gefechtsflugkörper, der die Erdatmosphäre zum Auftrieb nutzt. Zwar erreichen auch etwa Interkontinentalraketen (ICBMs) Geschwindigkeiten von über Mach 20, allerdings folgen diese (wie andere ballistische Raketen) nach der Antriebsphase einer gut vorhersagbaren Flugbahn überwiegend durch den Weltraum und besitzen beim Wiedereintritt in die Atmosphäre nur geringe Manövrierbarkeit. Sie gelten deshalb nicht als Hyperschallwaffen.

## Geschichte
Erste Ideen von hyperschallschnellen Flugzeugen gehen bereits bis in die 1930er Jahre zurück. Eugen Sänger und Irene Sänger-Bredt entwarfen im Dritten Reich den Silbervogel, einen suborbitalen Gleiter, der von einer Rakete aus gestartet werden sollte. Das Konzept wurde aber als zu komplex und teuer für eine Realisierung verworfen.
Das Interesse an Hyperschallwaffen war in den Folgejahrzehnten eher gering. Zwar wurde an dem Thema weiter geforscht, aber keine Waffensysteme wurden bis zur Anwendbarkeit entwickelt. Stattdessen wurden Ballistische Raketen und Marschflugkörper genutzt, die die jeweiligen Anforderungen besser erfüllten. Im Zweiten Weltkrieg wurde von deutschen Wissenschaftlern die Raketentechnologie wegweisend weiterentwickelt und von den Siegermächten übernommen. In der Folge wurden mit Raketen Geschwindigkeitsrekorde aufgestellt, die auch in den Bereich der Hyperschallgeschwindigkeit fallen. Etwa erreichte man mit der North American X-15 bereits in den 1960er Jahren Mach 6,7. Die USA und Sowjetunion entwickelten mit Interkontinentalraketen Trägersysteme für nukleare Sprengköpfe, die beim Wiedereintritt Geschwindigkeiten von über Mach 20 erreichen können. Parallel dazu wurden Strahltriebwerke entwickelt. Diese werden in Marschflugkörpern verwendet, die etwa konventionelle Sprengköpfe tragen.
Im Bereich der Hyperschallwaffen betrieben die Vereinigten Staaten von Amerika in den 1950er und 1960er Jahren mit Dyna-Soar ein Projekt zur Entwicklung eines hyperschallschnellen Gleiters, welches aber bereits 1963 eingestellt wurde.
In den frühen 2000er Jahren rückten Hyperschallwaffen wieder in das Interesse der Militärs. Nach den Terroranschlägen am 11. September 2001 suchten die Vereinigten Staaten von Amerika nach einer Möglichkeit, ohne den Einsatz von Interkontinentalraketen (ICBMs) globale, schnelle Angriffe etwa gegen Terroristenstellungen durchzuführen. Konventionell bestückte ICBMs wären hierfür zwar auch geeignet, jedoch wurden Verwechslungen mit einem Atomschlag befürchtet. Durch den Rückzug der USA 2002 aus dem ABM-Vertrag, der die Verwendung von Raketenabwehrsystemen begrenzte, und dem damit ermöglichten Aufbau einer Raketenabwehr durch die USA im Zuge ihrer National Missile Defense wurden Hyperschallwaffen auch für Russland und China interessant. Diese sahen durch die erhöhten Abwehrmöglichkeiten der USA gegen ICBMs ihre Zweitschlag-Möglichkeiten gefährdet, Hyperschallwaffen lassen sich von den bisherigen Abwehrsystemen der USA nicht abwehren.

## Einteilung
Es können zwei verschiedene Arten von Hyperschallwaffen unterschieden werden:
- Hypersonic cruise missiles: Marschflugkörper mit luftatmenden Scramjetantrieb, kein Gleiter.
- Hyperschallgleiter (engl. Hypersonic glide vehicles (HGV)): Gleitflugkörper ohne eigenen Antrieb, die von Raketen auf die notwendige Höhe und Geschwindigkeit gebracht werden (Boost-Glide).

Außerdem können hinzugezählt werden:
- Hyperschallschnelle Militärflugzeuge mit Scramjetantrieb und
- Geschosswaffen, wie Railguns oder Gaußgewehre.

## Vergleich zu anderen Waffensystemen
Diese Art der Gefechtsflugkörper kann vor allem wegen ihrer Kombination aus hoher Geschwindigkeit und Manövrierfähigkeit mit der bisherigen Flug- und Raketenabwehr nur schwer abgefangen werden. Erstmals ist dies im Russland/Ukraine-Konflikt gelungen. Im Vergleich zu den höchstens mit Überschallgeschwindigkeit fliegenden Marschflugkörpern sind sie viel schneller. Im Gegensatz zu ballistischen Raketen sind die Flugbahnen der manövrierbaren Flugkörper nicht frühzeitig berechenbar. Damit besteht eine größere Bedrohung als bei bisherigen Waffen. Die Detektion begünstigend erzeugt die hohe Geschwindigkeit innerhalb der Erdatmosphäre Hitze und ionisiertes Gas (Plasma), was zur Erkennung von Hyperschallwaffen mit existierenden Überwachungssatelliten führen kann. Auch stört das elektrisch leitfähige Plasma die übliche Kommunikation mit der Bodenstation oder Navigations- und Kommunikationssatelliten.
Es gibt Pläne von Japan und den USA, eine gemeinsame Abfang-Rakete für Hyperschallwaffen zu entwickeln.

## Herausforderungen durch Physik und Aerodynamik
Flug mit Hyperschallgeschwindigkeit stellt extrem hohe Ansprüche an die Form und die verwendeten Materialien des Flugkörpers sowie (falls vorhanden) den Antrieb. Der mit höherer Geschwindigkeit schnell wachsende Luftwiderstand und seine Folgen spielen dabei eine erhebliche Rolle. Durch die Abgabe von kinetischer Energie an die Luft entsteht, neben der bremsenden Wirkung, vor allem eine erhebliche Hitze. An der Vorderseite können bei Mach 10 etwa durchaus 2000 °C erreicht werden. Bei solchen Temperaturen werden die chemischen Bindungen der Luftmoleküle aufgebrochen, die freien Atome greifen chemisch die Oberfläche des Flugkörpers an. Die Eigenschaften der Luft ändern sich bei diesen Temperaturen und Geschwindigkeiten erheblich. Antriebskonzepte wie für den Überschallflug funktionieren nicht mehr, stattdessen müssen etwa Scramjet-Triebwerken verwendet werden. Die Gleitzahl (engl. Lift-to-drag ratio), als Verhältnis von dynamischem Auftrieb zu Luftwiderstand, ist im Hyperschallflug gering. Die Manövrierfähigkeit ist stark erschwert. Richtungsänderungen gehen meist mit Geschwindigkeits- und Höhereduktion einher.

## Aktuelle Entwicklungsprojekte und einsatzfähige Typen
Die Nuklearmächte Russland, China und die USA nehmen bei der Entwicklung von Hyperschallwaffen eine führende Rolle ein.

### Vereinigte Staaten

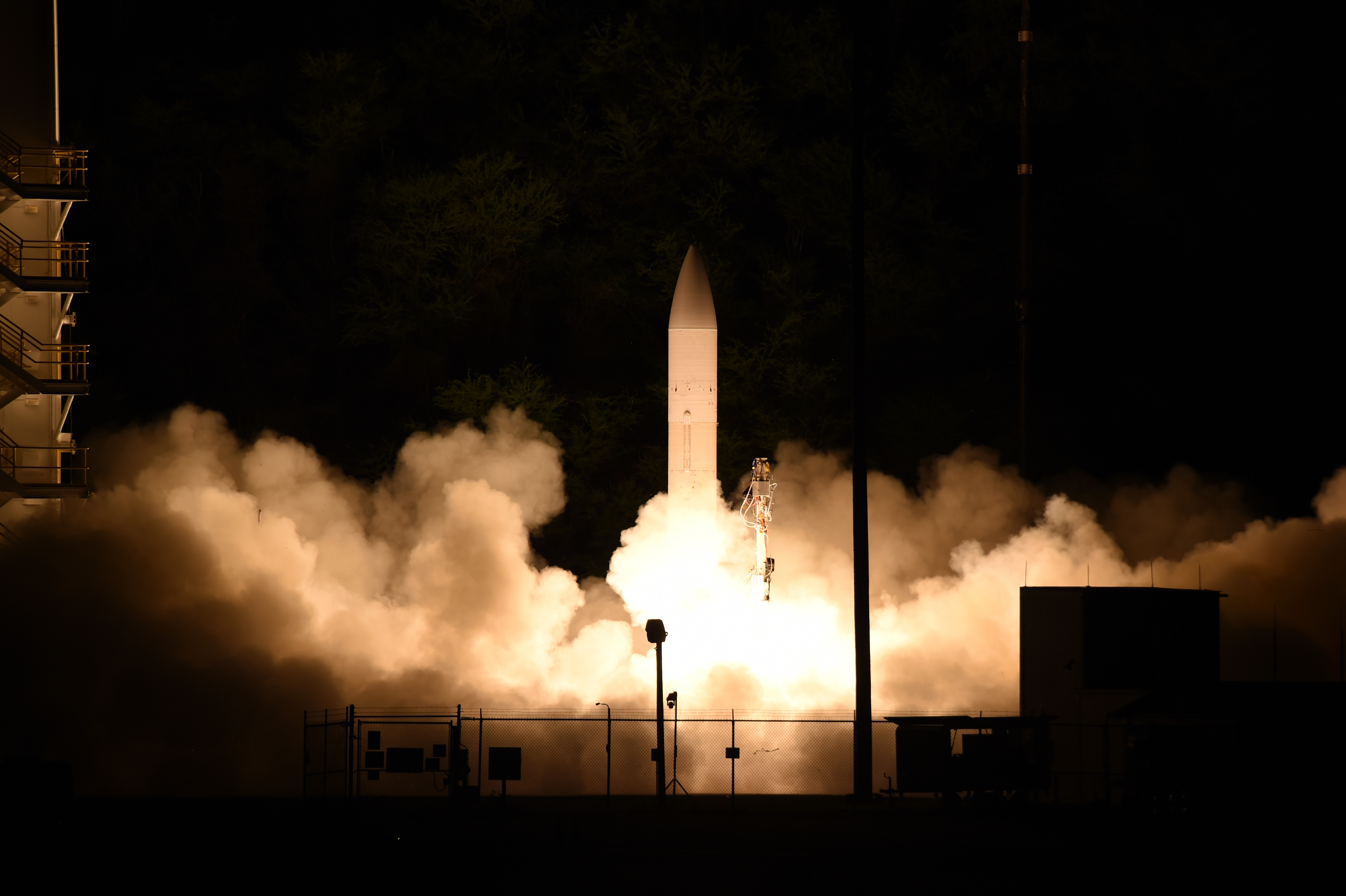
Long-Range Hypersonic Weapon Erstflug 2020

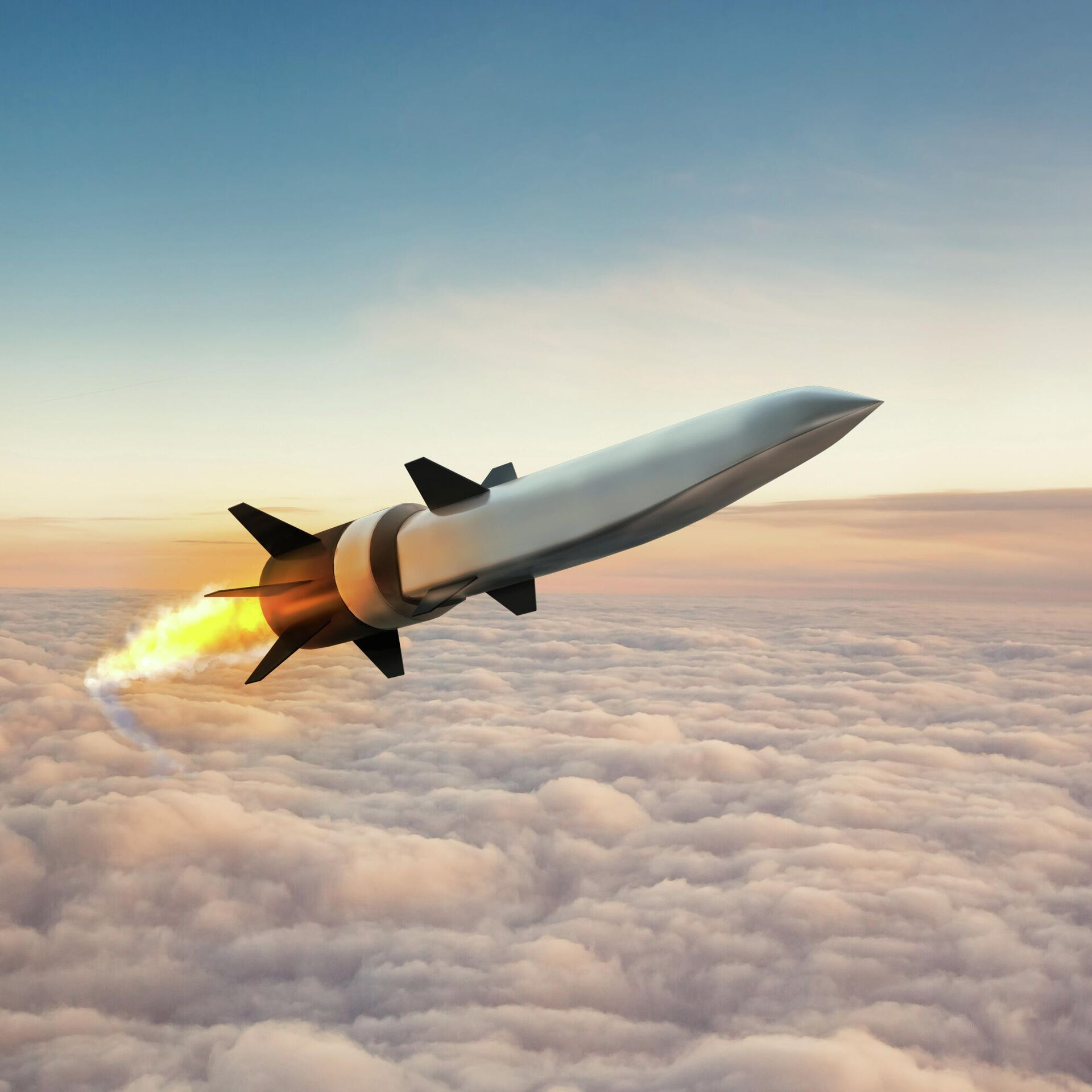
Hypersonic Air-breathing Weapon Concept mit Booster

Die USA betrieben in den 1950er/1960er Jahren mit Dyna-Soar ein Projekt zur Entwicklung eines hyperschallschnellen Gleiters, verfolgten das Thema aber nicht intensiv.
Erst in den 2000er Jahren stieg das Interesse an Hyperschallwaffen wieder, speziell mit dem Prompt Global Strike Rüstungsprogramm. Demonstrationsprojekte in diesem Programm waren etwa Boeing X-51 oder das 2013 eingestellte Hypersonic Technology Vehicle 2.
Laut einem Bericht des Congressional Research Service von 2021 betreibt das US-Militär mehrere Hyperschallwaffen-Forschungsprojekte, darunter:
- U.S. Navy und U.S Army Long-Range Hypersonic Weapon Hyperschallgleiter mit Boosterraketen; finaler Test erfolgte im Jahr 2024.
- U.S. Air Force AGM-183 Air-Launched Rapid Response Weapon (ARRW, ausgesprochen „arrow“, engl. Pfeil): Prototyp eines luftgestützten Hyperschallgleiters mit Boosterraketen; Durchschnittsgeschwindigkeit von Mach 6,5 bis 8 eine Flugreichweite von rund 1600 km; B-52-Bomber sollen mit 4 ARRWs bestückt werden können.
- U.S. Air Force Raytheon Technologies Hypersonic Attack Cruise Missile (HACM): Luftgestützter Marschflugkörper, B-52-Bomber sollen mit 20 oder mehr HACMs bestückt werden können. Im Gegensatz zu anderen Hyperschallwaffen soll diese auch von taktischen Flugzeugen (F-15E) eingesetzt werden können.
- DARPA Tactical Boost Glide (TBG): Demonstrationsprojekt eines luftgestützten Hyperschallgleiters mit Boosterraketen für Mach 7+.
- DARPA Operational Fires (OpFires): Bodengestützte Hyperschallgleiter auf Basis von TBG mit Zweistufen-Mittelstreckenrakete als Booster (Mid-Range Capability). Erstflug 2022.
- DARPA Hypersonic Air-breathing Weapon Concept (HAWC, ausgesprochen „hawk“, engl. Habicht): Demonstrationspprojekt eines luftgestützten Marschflugkörpers
- Lockheed Martin MAKO Multi-Mission Hypersonic Missile

Im Gegensatz zu China und Russland haben die USA 2021 den Besitz nuklearfähiger Hyperschallwaffen öffentlich bis auf weiteres ausgeschlossen.

### Russland
Russland forschte seit den 1980er Jahren an Hyperschallwaffen, erhöhte seine Bemühungen seit 2001 deutlich als Reaktion auf die US-amerikanischen Abwehrmöglichkeiten.
Russland verfügt über mehrere Hyperschallwaffenprogramme:
- Awangard: Nuklear bestückter Hyperschallgleiter, der per ICBM (Stand 2021 mit der SS-19 Stiletto, möglicherweise zukünftig mit der SS-X-30 Satan 2) gestartet werden soll, eine Einführung war nach Verzögerungen für 2022 angesetzt.[4]
- SS-N-33 Zirkon: Schiffsgestützte Marschflugkörper zur Bekämpfung von Land- und Seezielen, Geschwindigkeiten zwischen Mach 6 und Mach 8. Die Zirkon wurde im Januar 2023 offiziell von der russischen Marine in Dienst gestellt.[4][8]
- AS-24 Killjoy: Luftgestützte Rakete, Abwandlung der SS-26 Stone, die Geschwindigkeiten bis zu Mach 10 erreichen soll. 2018 erfolgreich mit einer MiG-31 getestet und 2022 im Angriffskrieg gegen die Ukraine erstmals während einer Kriegshandlung eingesetzt.[4]

### China
Wie Russland reagiert China mit seinen Hyperschallwaffenprogrammen auf die Abwehrmöglichkeiten der USA.
Seit 2014 testete China erfolgreich DF-ZF (früher als WU-14 bezeichnet), einen Hyperschall-Gleitflug-Gefechtskopf für IRBMs. Die Mittelstreckenrakete DF-17 ist speziell für die Verwendung solcher Hyperschallwaffen ausgelegt. Nach Einschätzung von US-Geheimdiensten befindet sich diese Waffe seit 2020 im Einsatz.
Mit Starry Sky-2 (auch Xing Kong-2) testete China im August 2018 ein anderes Konzept mit Antrieb. Die Einsatzfähigkeit ist nicht vor 2025 zu erwarten.

### Weitere Staaten

#### Indien

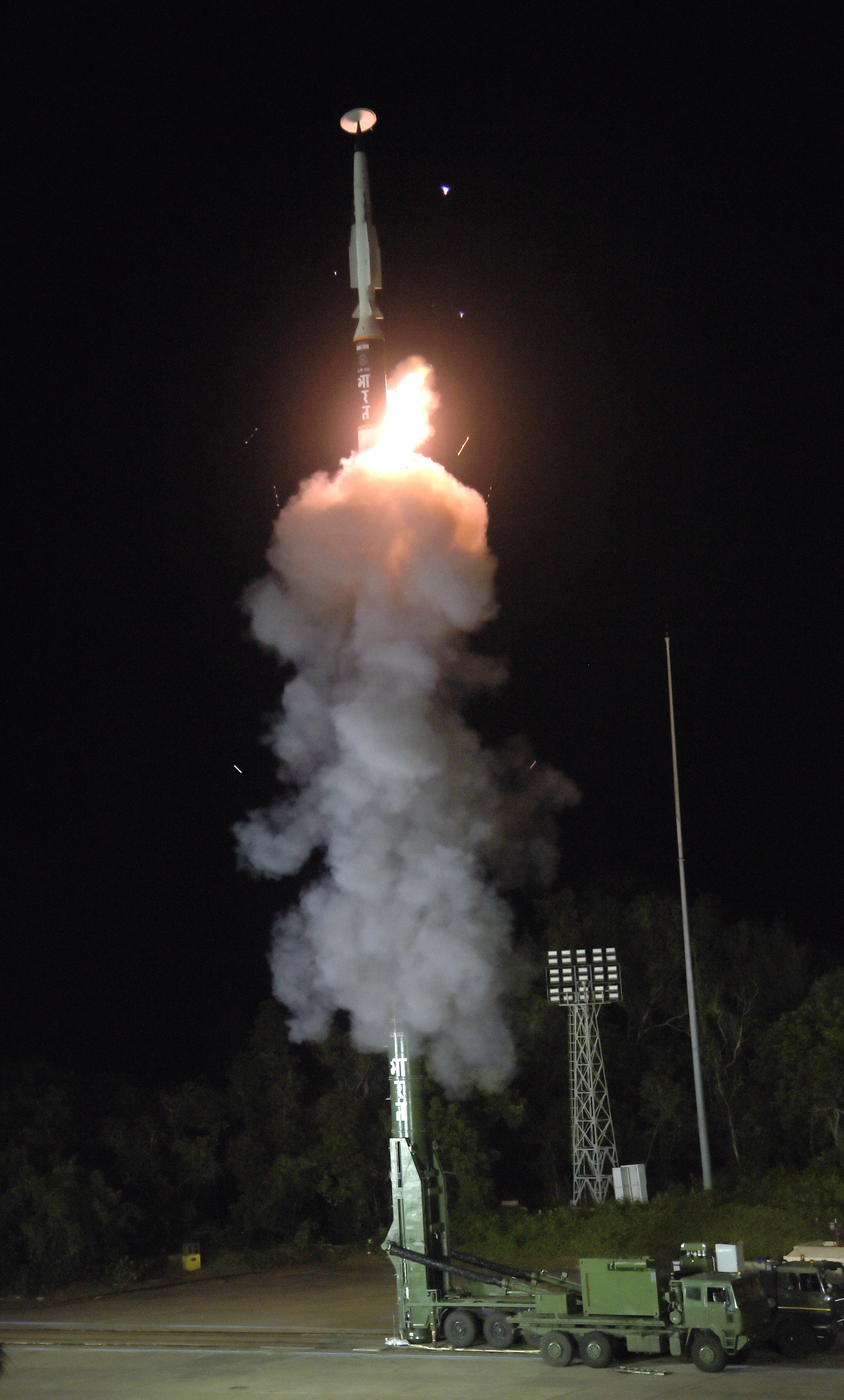
Indien: Long Range – Anti Ship Missile (LRAShM)

Indien kooperiert mit Russland wie bereits bei dem Überschall-Marschflugkörper BrahMos bei der Entwicklung eines Mach-7-Marschflugkörper BrahMos II. Eine Einsatzfähigkeit des BrahMos II war für 2017 geplant, durch Verzögerungen ist mit einer Einführung zwischen 2025 und 2028 zu rechnen. Indien besitzt seit 2005 mit dem HSTDV (Hypersonic Test Demonstration Vehicle) auch ein eigenes Hyperschallwaffenprogramm. 2019 und 2020 wurden erfolgreich ein Mach-6-Scramjet getestet. Als Booster beim HSTDV dient eine Agni-I-Rakete.

#### Frankreich
Frankreich forscht seit den 1990er Jahren an Hyperschall-Technologie, von 2003 bis 2015 lief das LEA-Flugprogramm mit vier erfolgreichen Versuchsflügen mit Geschwindigkeiten im Bereich Mach 4–8. Eine Entwicklung von Waffen rückte erst in neuerer Zeit in das Interesse Frankreichs, für weitere Entwicklungen kooperierte es mit Russland.
Frankreich plant, seine auch nuklear bestückten ASMP-Lenkwaffen durch Hyperschall-Marschflugkörper ASN4G zu ersetzen.
Ein zweites Programm ist der Gleiter V-MAX (Véhicule Manœuvrant Expérimental) von ArianeGroup.
Frankreich und Großbritannien haben Anfang März 2022 angekündigt, gemeinsam eine Hyperschallwaffe (Future Cruise/Anti-Ship Weapon) zu entwickeln.

#### Japan

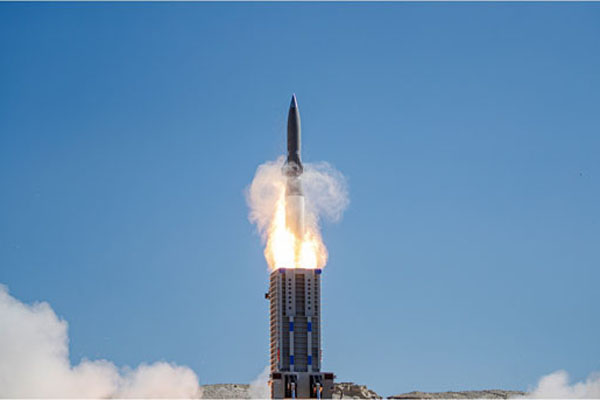
Japan: Hyper Velocity Gliding Projectile, ein Hyperschallgleiter

In Japan laufen Entwicklungen an der Hypersonic Cruise Missile (HCM) und dem Hyper Velocity Gliding Projectile (HVGP). HVGP ist zur Bekämpfung von Flugzeugträgern und zum Flächenbombardement vorgesehen, eine Indienststellung wird für 2026 erwartet. Eine Einführung für HCM ist hingegen für 2030 angesetzt.

#### Deutschland
Deutschland testete 2012 mit dem SHEFEX II erfolgreich ein Versuchsflugzeug, seitdem zog Deutschland die Finanzierung des Programms zurück. Am Deutschen Zentrum für Luft- und Raumfahrt (DLR) wird aber im Zuge des ATLLAS-II-Projekts weiter an Hyperschallflugzeugen für Mach 5–6 geforscht.
Die Firma MBDA Deutschland entwickelt seit 2019 eine Hyperschallwaffe für die Bundeswehr.

#### Nordkorea
Ende September 2021 testete Nordkorea laut Angaben der staatlichen Nachrichtenagentur KCNA erstmals eine Hyperschallwaffe namens Hwasong-8. Südkoreas Militär antwortete, dass deren gemessene Geschwindigkeit und andere Merkmale darauf hindeuteten, dass sie noch in einem frühen Entwicklungsstadium sei.

#### Iran
Iran gab im November 2022 bekannt, eine „alle Luftabwehrsysteme“ überwindende Hyperschall-Rakete entwickelt zu haben. Der Befehlshaber der Luftwaffenabteilung der Revolutionsgarden, General Amirali Hadschisadeh, sagte, er glaube, es werde Jahrzehnte bis zur Entwicklung eines Systems brauchen, welches das Geschoss abfangen könne.
Am 6. Juni 2023 stellte der Iran ein Modell der ersten hyperschallschnellen Rakete Fattah (Eroberer) vor. Sie soll Mach 13–15 (16.000–18.500 km/h) und 1400 km Reichweite erreichen können.
Am 19. November 2023 wurde während des Besuchs des Führers der Islamischen Republik Iran die Ausstellung der neuesten Errungenschaften der Luft- und Raumfahrtstreitkräfte des IRGC enthüllt, darunter die Hyperschallrakete Fatah 2. Laut der Nachrichtenagentur Tasnim vermag diese Rakete in der Luft zu gleiten und zu fliegen. Im Gegensatz zur Fattah-1-Rakete wurde ein Video des Tests veröffentlicht, jedoch gibt es für den Fattah-2-Test keine veröffentlichten Beweise.